# Arthur Fadden
Sir Arthur William Fadden (13 tháng 4 năm 1895 – 21 tháng 4 năm 1973) là một chính trị gia Úc và là Thủ tướng Úc thứ 13. Sau khi Robert Menzies từ nhiệm, Fadden được Đảng Thống nhất Úc cử lên làm thủ tướng nhưng không đủ thế lực trong quốc hội. Trong vòng 40 ngày, ông bị buột phải từ chức khi các nghị viên quốc hội không thông qua kế hoạch tài chính của ông. Lãnh tụ Đảng Lao động Úc là John Curtin lên thay thế. Fadden thường nói diễu rằng ông như nạn Đại hồng thủy - chỉ trị vì có "40 ngày và 40 đêm".